# Halal Daddy
Halal Daddy è un film del 2017 diretto da Conor McDermottroe ed interpretato da Sarah Bolger, Colm Meaney, David Kross e Art Malik.

## Trama
Il giovane musulmano Raghdan Aziz vive a Sligo, in Irlanda, con lo zio e la sua compagna. Suo padre, dal quale il giovane si era allontanato diversi anni prima, ricompare nella sua vita e gli propone di aprire con lui un macello Ḥalāl.
Il ragazzo accetta e tutto sembra andare a meraviglia: i clienti non mancano e tutti sembrano essere felici. Però una decisione avventata e discutibile presa del padre del ragazzo darà inizio ad una serie di problemi.

## Accoglienza
Il film ha una valutazione del 33% su Rotten Tomatoes.  Paul Whitington dell' Irish Independent ha assegnato al film due stelle.  Hilary A. White del Sunday Independent gli ha assegnato tre stelle.  Sarah McIntyre di RTÉ Ireland ha assegnato al film quattro stelle su cinque.  Donald Clarke di The Irish Times gli ha dato tre stelle su cinque.

## Riconoscimenti[7]
- 2018 - Irish Film and Television Awards
  - Nomination Miglior attrice protagonista a Sarah Bolger
  - Nomination Miglior attrice non protagonista a Deirdre O'Kane